# Kevin Itabel
Kevin Itabel (Florida (Vicente López), Buenos Aires, Argentina; 20 de agosto de 1993) es un futbolista argentino. Se desempeña como centrocampista.

## Trayectoria
Surgió de las divisiones inferiores de River Plate. Llegó a Tigre por pedido de Fabio Radaelli. Después de disputar varios encuentros en las divisiones inferiores, debuta en la primera de Tigre a principios del 2013 en Avellaneda contra Independiente por un partido que había quedado postergado del 2012. El 9 de mayo de 2013, marca su primer gol en primera división frente a Vélez Sarsfield en Liniers, en el 2-1 con el que saldría ganador el conjunto de Victoria. El 5 de mayo de 2014, convirtió su segundo gol con la camiseta de Tigre en la victoria 2-1 a Belgrano Cba. El 18 de mayo de 2014, convierte el primer gol de la victoria de Tigre por 2-1 frente a Estudiantes LP. Por la 3.ª fecha del Torneo de Transición 2014, marcó su primer doblete en Primera frente a Racing Club. Ya lleva jugados 32 partidos en el Club (5 goles). A fines de 2016, fue cedido a préstamo a Atlético de Rafaela, de la Primera División de Argentina.

## Estadísticas
Actualizado al 17 de octubre de 2017
| Club Atlético Tigre Argentina | 1.ª                 | 2010-11             | 1  | 0 | 0 | 0 | 0 | 0 | — | — | — | 1  | 0 | 0 |
| Club Atlético Tigre Argentina | 1.ª                 | 2011-12             | 0  | 0 | 0 | 2 | 0 | 0 | — | — | — | 2  | 0 | 0 |
| Club Atlético Tigre Argentina | 1.ª                 | 2012-13             | 4  | 1 | 0 | 0 | 0 | 0 | — | — | — | 4  | 1 | 0 |
| Club Atlético Tigre Argentina | 1.ª                 | 2013-14             | 8  | 2 | 0 | 0 | 0 | 0 | — | — | — | 8  | 2 | 0 |
| Club Atlético Tigre Argentina | 1.ª                 | 2014                | 17 | 0 | 0 | 2 | 0 | 0 | — | — | — | 19 | 0 | 0 |
| Club Atlético Tigre Argentina | 1.ª                 | 2015                | 15 | 0 | 0 | 1 | 0 | 0 | 2 | 0 | 0 | 18 | 0 | 0 |
| Club Atlético Tigre Argentina | 1.ª                 | 2016                | 14 | 0 | 0 | 0 | 0 | 0 | — | — | — | 14 | 0 | 0 |
| Club Atlético Tigre Argentina | Total               | Total               | 59 | 3 | 0 | 5 | 0 | 0 | 2 | 0 | 0 | 66 | 3 | 0 |
| Atlético de Rafaela Argentina | 1.ª                 | 2016-17             | 12 | 2 | 0 | 0 | 0 | 0 | — | — | — | 12 | 2 | 0 |
| Atlético de Rafaela Argentina | Total               | Total               | 12 | 2 | 0 | 0 | 0 | 0 | 0 | 0 | 0 | 12 | 2 | 0 |
| Ferro Argentina | 2.ª                 | 2017-18             | 3  | 0 | 0 | 0 | 0 | 0 | — | — | — | 3  | 0 | 0 |
| Ferro Argentina | Total               | Total               | 3  | 0 | 0 | 0 | 0 | 0 | 0 | 0 | 0 | 3  | 0 | 0 |
| Total en su carrera | Total en su carrera | Total en su carrera | 74 | 5 | 0 | 5 | 0 | 0 | 2 | 0 | 0 | 81 | 5 | 0 |
| (1) La copa nacional se refiere a la Copa Argentina y Supercopa Argentina . (2) La copa internacional se refiere a la Copa Sudamericana, Recopa Sudamericana, Copa Libertadores y Copa Suruga Bank. (3) Promedio de goles recibidos por partidos no incluye goles recibidos en partidos amistosos. |                     |                     |    |   |   |   |   |   |   |   |   |    |   |   |